# 大蔵家主
大蔵 家主（おおくら の やかぬし、生没年不詳）は、奈良時代の人物。姓は忌寸で、「伊美吉」とも記される。官位は外従五位下・皇后宮職大属。

## 経歴
史料から、光明皇后に仕えたことが分かっている。天平6年（734年）8月に皇后宮職少属従八位上として。同職移に署している。翌7年（735年）7月も同様に署している。同10年（738年）11月には同大属・従七位上として同職牒に署し、同11年（739年）4月にも同じ官位で大般若経奉請状に署し、同年8月にも同様に同職移に署している。
それからしばらく記録が途絶えるが、天平勝宝9歳（757年）聖武上皇の一周忌に、同9歳（757年）5月、食三田次・川原凡・益田縄手・土師犬養・土師弟勝・上毛野真人とともに正六位上から外従五位下に昇叙している。

## 官歴
注記のないものは『続日本紀』による
- 天平6年（734年）8月：見従八位上・皇后宮職少属（『大日本古文書』による）
- 天平7年（735年）7月：見従八位上・皇后宮職少属（『大日本古文書』による）
- 天平10年（738年）11月：見従七位上・皇后宮職大属（『大日本古文書』による）
- 天平11年（739年）4月：見従七位上・皇后宮職大属（『大日本古文書』による）。8月：見従七位上・皇后宮職大属（『大日本古文書』による）
- 時期不詳：正六位上
- 天平勝宝9歳（757年）5月20日：外従五位下